# Zazie dans le métro
Zazie dans le métro és una pel·lícula francesa de 1960 dirigida per Louis Malle, basada en la novel·la de 1959 Zazie al Metro de Raymond Queneau. Sovint surrealista, i plena d'acudits visuals i verbals, l'intricada trama segueix un grup de personatges proteics al voltant d'un París ple de gent durant una vaga del Metro.

## Argument
En una terminal de trens de París, Gabriel saluda la seva germana Jeanne, que deixa amb ell la seva filla Zazie, de deu anys, i se'n va amb la seva darrera amant. Gabriel porta la nena al taxi del seu amic Charles, per consternació de Zazie: vol anar al metro però està en vaga. Arriben al cafè de Turandot, a sobre del qual s'allotja en Gabriel, i aquest lliura la n ena a la seva dona Albertine, que la posa al llit. En Gabriel es prepara per anar a la feina, a la sortida entra en una disputa amb Turandot, que està horroritzat per la precocitat i el llenguatge brut de Zazie.
Al matí, Zazie surt sola però Turandot la veu i la segueix. Quan intenta portar-la a casa, ella l'acusa de pedofília i s'aplega una multitud. Turandot es veu obligat a fugir i, quan Gabriel torna de la feina, li explica el que ha passat. Després de parlar amb Gridoux, el sabater del costat, en lloc de buscar, Gabriel decideix anar-se'n al llit. Mentrestant, Zazie està feliçment explorant París, provant totes les estacions de metro però totes estan tancades. Un home elegant la recull i la porta al mercat de puces, on li compra uns texans i la regala un plat de musclos. Per recompensar la seva curiositat per ella, ella li explica com la seva mare va matar el seu pare de manera espantosa amb una destral, però va ser absolt. Després descriu la vida amb l'amant de la seva mare, que es va interessar massa per ella, així que ha passat al seu oncle.
Sentint que el desconegut també s'interessa massa per ella, agafa els texans i se'n va. L'acusa de robatori i s'aplega una multitud. Fingeix ser un policia de paisà i escorta Zazie de tornada a l'apartament del seu oncle, on un Gabriel sorprès se sotmet a l'interrogatori del policia fals. Després d'un suggeriment que Gabriel està prostituint la nena, es veu obligat a revelar quin és el seu treball nocturn: trnsvestit en un club. Després que el presumpte policia acusa Gabriel d'homosexualitat, és expulsat del pis i es retira al bar de sota. Mentrestant, la cambrera del cafè, Mado, porta el dinar a Gridoux, que està preocupat pel desconegut. No obstant això, vol parlar del taxista Charles, amb qui espera que es casi amb ella. Quan torna a la seva feina, el desconegut intenta interrogar l'intractable Gridoux.
En Gabriel i en Charles ara van a mostrar a Zazie les vistes de París. Segueixen diverses aventures i malentesos, especialment al cim de la Torre Eiffel. Zazie segueix molestant els dos homes intentant esbrinar si el seu oncle és realment homosexual. En caniv, té èxit amb un grup de noies alemanyes atractives, que creuen que és maco. Mentre camina amb Zazie, qui encara el molesta per la seva sexualitat, ambdós criden l'atenció de la vídua Moaque. Quan les noies alemanyes baixen sobre Gabriel i l'arrosseguen al seu autobús turístic com a mascota, ella troba un policia per denunciar aquest segrest. El policia, anomenat Trouscaillon i idèntic a l'home que abans va acusar Gabriel de proxenetisme i sexe il·legal, es converteix immediatament en l'objecte del desig de Mouaque.
Després de diverses aventures i malentesos, els tres finalment troben en Gabriel, que ha convidat les noies alemanyes a veure el seu espectacle aquella nit. A continuació, convida a Moaque i Trouscaillon a menjar amb ell i Zazie en un restaurant. Buscant atenció, Zazie no es porta bé. Sonant al bar de sota del seu pis, Gabriel demana a la cambrera Mado que li demani a la seva dona Albertine que porti la seva disfressa al club, ja que està ocupat entretenint els seus amics. La Mado li diu que el taxista Charles per fi s’ha proposat, així que Gabriel els demana que s'uneixin a la seva festa. Al club, Gabriel demana xampany per als seus amics i espera ansiós la seva disfressa. L'Albertine, però, s'ha adormit per ser despertada pel fals policia des del matí que comença un altre dels seus estranys interrogatoris. Quan ell passa de les paraules a l'intent de violació, ella salta per la finestra. Després del seu acte de travestisme, per al qual l'Albertine li va portar un vestit just a temps, porta tothom a un bar. El que comença amb una parella bufetejant-se es converteix en una baralla massiva de bar, que destrossa el lloc i provoca l’arribada d’un exèrcit de policies. El grup és rescatat per Albertine que els mostra un camí cap als túnels del metro, a través del qual poden caminar amb seguretat, ja que el sistema encara està en vaga.
Al matí, l'Albertine porta el nen adormit a l'estació de ferrocarril, on la seva mare Jeanne lamenta que haurà de trobar un amant millor. En despertar-se, Zazie diu que les seves experiències l'han fet una mica més gran. A l'exterior, totes les escales mecàniques del metro s’engeguen perquè s'ha acabat la vaga.

## Repartiment
- Catherine Demongeot com a Zazie
- Philippe Noiret com a oncle Gabriel
- Hubert Deschamps com a Turandot
- Carla Marlier com Albertine
- Annie Fratellini com a Mado
- Vittorio Caprioli com a Trouscaillon
- Jacques Dufilho com a Ferdinand Grédoux
- Yvonne Clech com a Madame Mouaque
- Odette Piquet com la mare de Zazie
- Nicolas Bataille com a Fédor
- Antoine Roblot com a Charles
- Marc Doelnitz com a M. Coquetti

## Producció
William Klein era un gran admirador de l'obra de Queneau i havia estat treballant en l'adaptació dels seus llibres quan Louis Malle se li va acostar per codirigir Zazie dans le Métro. Klein era escèptic sobre com funcionaria això, però va acceptar reunir-se amb Malle. Després de discutir el projecte, tots dos van acordar que Klein podria funcionar com a director d'art, trobant imatges que corresponien a l'escriptura.
Klein no havia estat mai a prop de la realització d'una pel·lícula comercial abans, i després del primer dia, es va adonar que era absurd que algú pogués dir que estava codirigint una pel·lícula, en part perquè totes les decisions al plató havien de venir de Malle.
El segon dia, Klein va veure joncs per primera vegada quan els va veure amb la resta de la tripulació. Després de veure una escena en particular rodada de quatre a sis vegades, Klein va pensar que la repetició semblava interessant i va suggerir que l'utilitzessin a la pel·lícula i que repeteixin una mica de diàleg unes quantes vegades. La seva idea va ser rebuda amb silenci, i va ser llavors quan Klein es va adonar que la co-direcció seria impossible.
No obstant això, Klein va continuar treballant en la pel·lícula, havent-los convençut ja d'utilitzar només dues lents, una de les quals era un teleobjectiu i l'altra una lent gran angular. Fins i tot va rodar algunes seqüències amb una càmera de mà que finalment apareixeria a la pel·lícula.
Klein també va suggerir fer cartells grans com grans anuncis que utilitzaven lletres abstractes, reflectint algunes de les paraules inventades al llibre de Queneau. Tot el rodatge interior també va estar dominat per la publicitat de llum elèctrica fora de les finestres, una idea inspirada en la pròpia pel·lícula de Klein, Broadway by Light.
Quan la pel·lícula es va completar, Klein seria acreditat com a "assessor artístic".

## Recepció
La pel·lícula va vendre 854.495 entrades a França quan es va estrenar als cinemes. Bosley Crowther la va anomenar "un elaborat exercici francès de dadaisme cinematogràfic" i va dir, a més, "El problema (una paraula suau per a això!) amb la seva imatge simplement és que no hi ha rima ni raó, ni declaració, ni propòsit ni cap sentit. És estrictament anarquisme amb una càmera, imatges boges creades pel bé de les imatges." Dècades després de la seva estrena, Jonathan Rosenbaum va escriure que era "probablement el millor treball de Louis Malle... Una pel·lícula força nítida, encara que sense ànima, plena d'idees i brillantor i que sens dubte val la pena mirar-la." Richard Ayoade va dir que Zazie dans le Metro "no és necessàriament la meva pel·lícula preferida, ni és realment 'en el cànon' com una gran peça de construcció d'històries. Ni tan sols és la millor pel·lícula de Louis Malle. Però l'associo amb pur plaer i alegria. Va ser la primera pel·lícula que volia estudiar i tornar a veure; va despertar el meu interès per la realització de cinema."
El cineasta japonès Akira Kurosawa va citar aquesta pel·lícula com una de les seves 100 pel·lícules preferides.

## Vídeo domèstic
Una versió restaurada digitalment de la pel·lícula va ser llançada en DVD i Blu-ray per the Criterion Collection el juny de 2011.